# Sonja Toepfer

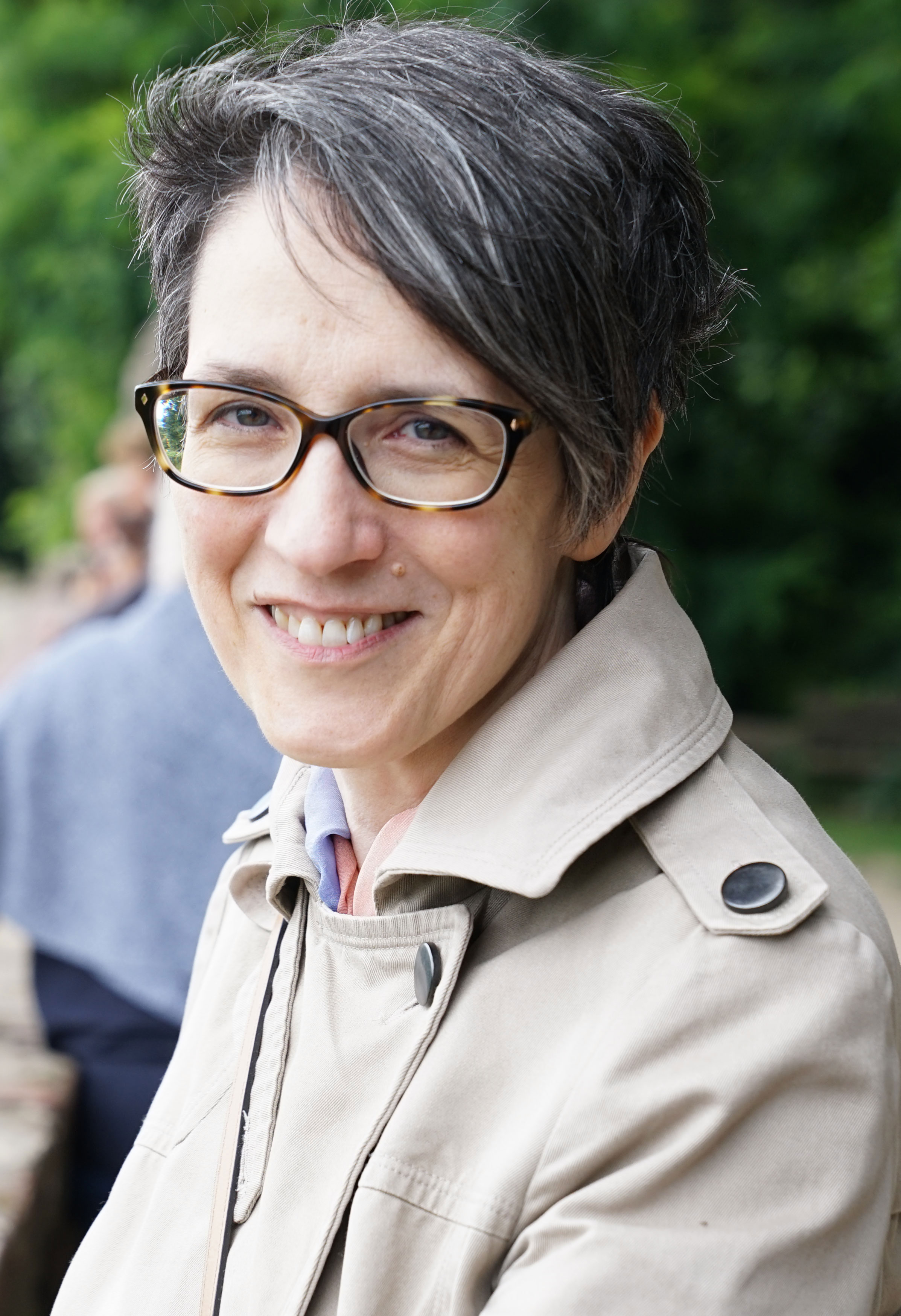
Sonja Toepfer (2018)

Sonja Toepfer (* 5. März 1961 in Offenbach) ist eine deutsche Videokünstlerin und Autorin aus Wiesbaden.
In ihrer künstlerischen Arbeit setzt sie sich insbesondere mit Aspekten zur Gedenkarbeit und Religion auseinander.

## Die ersten Jahre
Nach drei Jahren in einem Säuglingsheim wuchs Sonja Toepfer bei ihrer Großmutter auf.
Von 1981 bis 1986 studierte sie Soziologie und Filmwissenschaften mit Schwerpunkt Objektive Hermeneutik bei Ulrich Oevermann.
Sie hat zwei Töchter.

## Mediale Aufmerksamkeit
Während einer Performance auf der dOCUMENTA (13) im Kasseler Alten Zollamt verschenkte die Künstlerin mit Speiseöl und Kunstblut gefüllte Reagenzgläser an Besucher, mit den Worten: „Das ist mein Blut, das ist mein Schmerz, das ist meine Kraft, sie ist für dich, nehme sie und achte auf sie.“
Einige Reagenzgläser mit der außergewöhnlichen Emulsion blieben übrig und wurden kurz darauf von unbeteiligten Personen gefunden. Da man die Füllung für potenzielle Sprengstoffflüssigkeit hielt, wurde das Gebäude polizeilich geräumt, wodurch über die Performance europaweit berichtet wurde.
Im Auftrag der Evangelischen Kirche in Hessen und Nassau erforschte die Filmemacherin die Rolle der Medizin in den Heimen der Nachkriegszeit und deckte dabei auf, dass der Psychiater Willi Enke im hessischen Hephata Kinder- und Jugendheim ohne medizinische Notwendigkeit Pneumoenzephalografien an Heimkindern vorgenommen hatte. Der Gießener Medizinhistoriker Volker Roelcke wurde nach den ersten Berichterstattungen von der Hephata Diakonie zur Aufarbeitung beauftragt. Genaue Ergebnisse wurden für Herbst 2018 angekündigt. Die EKHN hat den Film im Juni 2018 auf youtube öffentlich gestellt. Letztendlich wurde im Abschlussbericht von Prof. Volker Roelcke der Forschungszweck des ehemaligen Psychiaters im Rahmen einer Pressekonferenz bestätigt; die Hephata Diakonie hat im Februar 2019 den Bericht im Internet veröffentlicht.

## Werke

### Wichtige Arbeiten (Auswahl)
- 1/2005 Mainz, Netzwerk Recherche: Jubiläumsfilm 10 Jahre medienkritischer Journalismus im ZDF. Mitautorin, Regie: Eva Franz
- 12/2006-2007-2008 – Zürich, Adventskalender mit 24 Kunstfilmen und einem siebentägigen Countdown auf der Eröffnungsseite des ökumenischen Medienportals der katholischen Schweizer Kirche
- 09/2008 Wiesbaden, Westendkuratorium: „Mit dem Tod im Gespräch“ (Rauminstallation)
- 09/2008 Wiesbaden, Palliativkongress: „Memorial Voices“ (Videoinstallation)
- 06/2009 – Angers/Frankreich, Bon Pasteur Accueil: „Breaking the Borders“, Interviewfilm OmU in Zusammenarbeit mit Eva Franz
- 06-12/2009 Kelkheim, Klosterkirche Kelkheim: „vonorten – Ein Jahrhundert/ eine Kirche/ ein Filmgebet“ (Urban Screening)
- 04/2010 Frankfurt/Wiesbaden/Hamburg, „Hypostase Requiem“ (Videoinstallation)
- 01/2011 – 01/2013 Dresden/Bautzen/Meißen/Gera/Prag/Freiburg: „Andritzki. Bekenntnis“ (Kunstfilm und Rauminstallation)
- 03/2011 Los Angeles, New Wave International Filmfestival: „Andritzki Bekenntnis“ (Kunstfilm): Preise beim New Wave Filmfest: Honorable Mention Award und Best Costume Award Experimental Short Film[9]
- 10/2011 Frankfurt Ausstellungsvideo im Dommuseum Frankfurt zu Peter Zumthor, Träger des Kunst- und Kulturpreises der Deutschen Katholiken
- 10/2011 Köln, ART.FAIR: „überall+hier“ (Bildskulpturen)
- 01/2012 München, Galerie Stephan Stumpf: „überall+hier“ (Kunstvideo)
- 03/2012 Freising, Dombergmuseum, „zu Staub“ (Einzelausstellung Rauminstallation)
- 05/2012 Kassel, DOCUMENTA (13): „Hypostase Requiem“ (Performance)
- 01/2013 Mainz, Dominikaner: „14+1 Gedanke“ (Raumobjekt)
- 03/2015 Wiesbaden, Filmpremiere „KOPF HERZ TISCH – Kindheit ohne Eltern“
- 2016 Dokumentarischer Experimentalfilm „GOTT IM TRANSIT“ (mit englischen Untertiteln) anlässlich des Jubiläums 800 Jahre Dominikaner. Uraufführung am 5. Oktober 2016 in Mainz
- 2016/17 Geschlossener Jugendwerkhof Torgau „KOPF HERZ TISCH – Kindheit hinter Mauern“
- 2017/2018 EKHN „KOPF HERZ TISCH³ – Die psychiatrisierte Kindheit Die Rolle der Medizin in der Fürsorgeerziehung von 1950 bis 1975“[10]
- 07/2020 Videoloop „überall+hier“, Paderborn Erzbischöfliches Diözesanmuseum und Domschatzkammer Paderborn, Inv.-Nr. VK 2
- 09/2020 Kultusstaatssekretär Lösel eröffnet Ausstellung über den Holocaust-Überlebenden Leon Weintraub[11]
- 02/2024-05/2024 Beteiligung an der Sonderausstellung „Kreuze. 1000 Jahre nach Heinrich II. Begegnung von Edelstein und Kettensäge“ im Diözesanmuseum Bamberg[12]

### Beiträge in Fachbüchern
- Rudolf Englert, Stephan Leimbruber: Erwachsenenbildung stellt sich religiöser Pluralität. 2005, ISBN 3-451-28617-3.
- Charles Martig, Leo Karrer (Hrsg.): Eros und Religion. Schüren, 2007, ISBN 978-3-89472-480-1.
- Anna-Laura und Nikolaus de la Iglesia, Charles Martig (Hrsg.): Sonja Toepfer .zu Staub. Schnell & Steiner, 2012, ISBN 978-3-7954-2612-5.
- Christoph Stiegemann (Hrsg.), Julia Reich, Sonja Toepfer: Peter Paul Rubens und der Barock im Norden.  „überall+hier“ (Katalog Nr. 134), „hinauf“ (Katalog Nr. 135), ISBN 978-3-7319-0956-9.
- Wolfgang Christian Huber: Gott und Geld, Kunst zwischen Konsum und Spiritualität, 2025, ISBN 978-3-205-22286-6